# باسل ولفرتون
باسل ولفرتون (بالإنجليزية: Basil Wolverton)‏ رسام كاريكاتير أمريكي (ولد في 9 يوليو 1909) اشتهر برسوماته الغريبة، كما يصفه جمهوره بأنه«مُنتج صور ساخرة للأشخاص غريبي الأطوار الذين يجوبون هذا الكوكب المُحير».
أثارت رسوماته ردود أفعال عديدة. حيث قال رسام الكاريكاتير ويل إلدر أنه وجد تقنية ولفرتون «ابتكارية بشكل فظيع، ومتحدية كل المعايير التقليدية، ولكنها تحافظ على روح الفكاهة غير العادية، لقد كان مُمتع بشكل مبدع». في حين أن جولز فيفر قال: «لا أحب عمله، وأعتقد أنه قبيح».